# رود اونژا
رود اونژا (انگلیسی: Unzha) یک رودخانه در استان کوسترومای کشور روسیه است.